# 亞塞拜然民族主義

亞塞拜然國旗

亞塞拜然民族主義在共產主義治下發展相對緩慢，与喬治亞人與亞美尼亞人一样，相對視自己為一個持續存在的國家來說，這些外高加索地區的穆斯林較傾向認同自己歸屬大穆斯林的世界——烏瑪。第二次世界大戰結束後，当局通过降低伊斯蘭的影響來操控亞塞拜然民族主義。

## 納戈爾諾－卡拉巴赫戰爭後
在蘇聯統治時期，亞塞拜然人與亞美尼亞人關係大致良好，但在納戈爾諾－卡拉巴赫地區的衝突爆發後兩國關係迅速惡化，亞美尼亞民族主義者於1987年開始宣稱擁有該區主權。隨後兩國的種種領土與文化衝突助長了各自的民族主義發展。
自1998年起，亞美尼亞開始指控亞塞拜然當局在納希契凡自治共和國境內摧毀許多亞美尼亞十字架石。2006年5月30日，亞塞拜然拒絕了歐洲議會人員探查其境內的一處古墓，英國保守黨外交事務發言人查理‧譚諾克表示：「這和阿富汗塔利班摧毀佛像的行為非常相似，他們已經以混凝土封存了該遺址並在其上建造軍營，如果他們沒有甚麼需要隱藏的，我們就不該被拒絕採訪。奧地利籍的歐洲議會成員漢斯·斯沃博達則說希望能在秋季安排訪問，他聲稱：“如果不允許我们訪問，等於間接證實發生了壞事，如果有事被隱瞞我們想要知道原因。”他同時警告，任何想要接近歐洲的國家所需滿足的最基本條件之一即是尊重其鄰國的文化遺產。
經常發表反亞美尼亞言論的亞塞拜然歷史學家法利達‧瑪瑪朵娃是亞塞拜然民族主義的主要擁護者之一。2005年葉里溫南部的亞塞拜然聖殿遭到亞美尼亞人破壞後，她表示整個星球都知道亞美尼亞人以缺乏人類價值而聞名，在居住在其他國家時慣於盜用他人文化的也是亞美尼亞人。英國記者法蘭斯‧德瓦爾表示碼碼朵娃將高加索阿爾巴尼亞，的歷史名稱改加諸在現在的亞美尼亞境內，將所有亞美尼亞的土地、遺跡、教堂等都視為「高加索阿爾巴尼亞」的，企圖以此概念將亞美尼亞徹底排除在高加索之外。1975年她拜訪納戈爾諾－卡拉巴赫的甘扎薩爾修道院時宣讀了大門上雕刻的文字「I Hasan-Jalal, built this church for my people of Aghvank」（為我阿爾巴尼亞的人民建造這座教堂），其中Aghvank即為高加索阿爾巴尼亞的別名。。